# كمكلا (بالا خيابان ليتكوة)
کمکلا (بالفارسية: کمکلا) هي قرية تقع في إيران في قسم بالا خیابان لیتکوة الريفي. يقدر عدد سكانها بـ 384 نسمة بحسب إحصاء 2016.